# Fritz Henkel (Konsul)

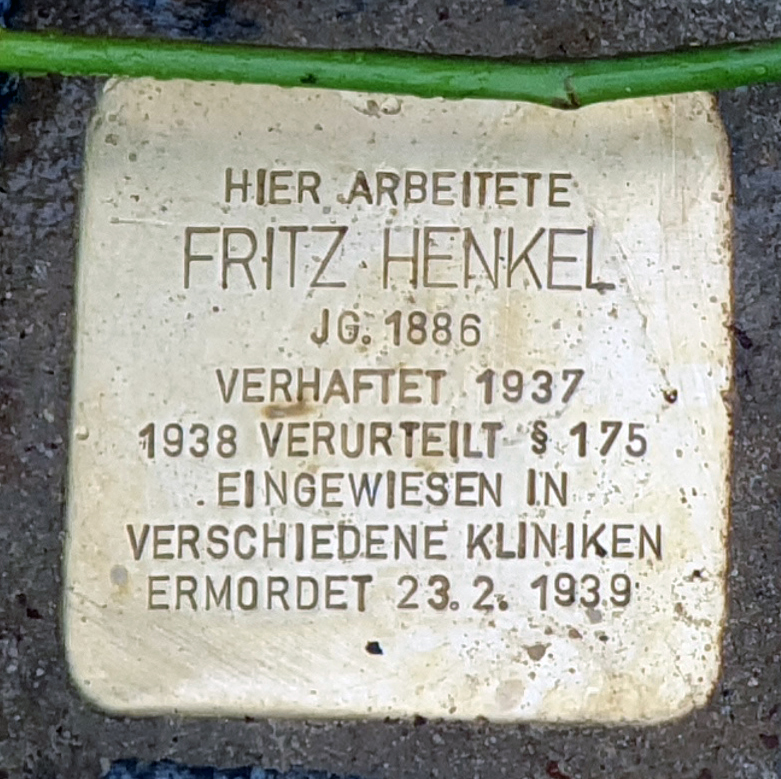
Henkels Stolperstein, Wilhelmstraße 92

Fritz Henkel (* 23. November 1886 in Kassel; † 23. Februar 1939 in Hedemünden) war ein deutscher Konsul.

## Leben
Henkels Eltern waren der Landrichter Heinrich Henkel und seine Frau Clara, geborene Scherb.
Er besuchte das Wilhelmsgymnasium Kassel und bestand am 28. Februar 1905 die Abiturprüfung. Er begann an der Universität Genf und der Albert-Ludwigs-Universität Freiburg Rechtswissenschaft zu studieren. 1906 wurde er im Corps Hasso-Borussia recipiert. Als Inaktiver wechselte er an die Philipps-Universität Marburg. Nachdem er am 8. Juli 1908 das Referendarexamen bestanden hatte, trat er am 14. Juli in den preußischen Justiz- und Verwaltungsdienst. Am 1. Oktober 1908 meldete er sich als Einjährig-Freiwilliger zur Preußischen Armee. 1910 war er Referendar in Gelnhausen. Seit dem 19. Dezember 1911 Leutnant der Reserve nahm er vom 2. August 1914 bis zum 30. November 1918& am Ersten Weltkrieg teil und avancierte 1917 Oberleutnant der Reserve. Zuletzt war er bis zum 25. November 1919 Adjutant des Verwaltungschefs bei der Militär-, später Zivilverwaltung der baltischen Lande in Libau, Mitau und Riga.
Am 19. Mai 1919 als Attaché in den Auswärtigen Dienst einberufen, wurde ihm Weihnachten 1919 die Leitung der Diplomatischen Vertretung in Reval mit der Amtsbezeichnung Vizekonsul übertragen. Am 7. Oktober 1920 erhielt er die Amtsbezeichnung Legationssekretär und am 5. März 1921 die Amtsbezeichnung Legationssekretär (fliegend).
Ab 24. März 1921 war er in der Abt. I (Personal und Verwaltung) des AA im Referat 3 für Etikette und Zeremonialsachen, ab 6. März 1922 in der Abt. IIa (Westeuropa) für Besetzte Gebiete und ab 7. Oktober 1922 in der Abt. VI (Kultur) für Auswanderungswesen zuständig.
Als die Passstelle im nordböhmischen Reichenberg zum Konsulat umgewandelt wurde, kam Henkel am 1. Dezember 1925 auf den Posten des Konsuls. Ab 8. Januar 1930 ohne Verwendung, wurde er am 14. März 1930 in den einstweiligen Ruhestand versetzt. Ab dem 22. Oktober 1932 im AA, war er als Konsul z. D. beim Kommissar für internationale Schifffahrtsverhandlungen und Delegierten in den Stromkommissionen. Am 23. November 1934 ging er in Krankenurlaub. Er war seit Anfang 1937 in Untersuchungshaft, später in Sanatorien. Am 15. Januar 1937 wurde er in den Ruhestand versetzt. Am 8. Dezember 1938 aufgrund § 175 StGB zu einer einjährigen Haftstrafe verurteilt, schied er am 21. Januar 1939 gemäß § 53 des Deutschen Beamtengesetzes aus dem Beamtenverhältnis aus. Mit 52 Jahren wurde er vermutlich in der Psychiatrie zu Tode gebracht.
Am 5. November 2021 wurde am Ort des ehemaligen Außenministeriums in der  Wilhelmstraße ein Stolperstein für ihn verlegt.